# Morte de Cleópatra

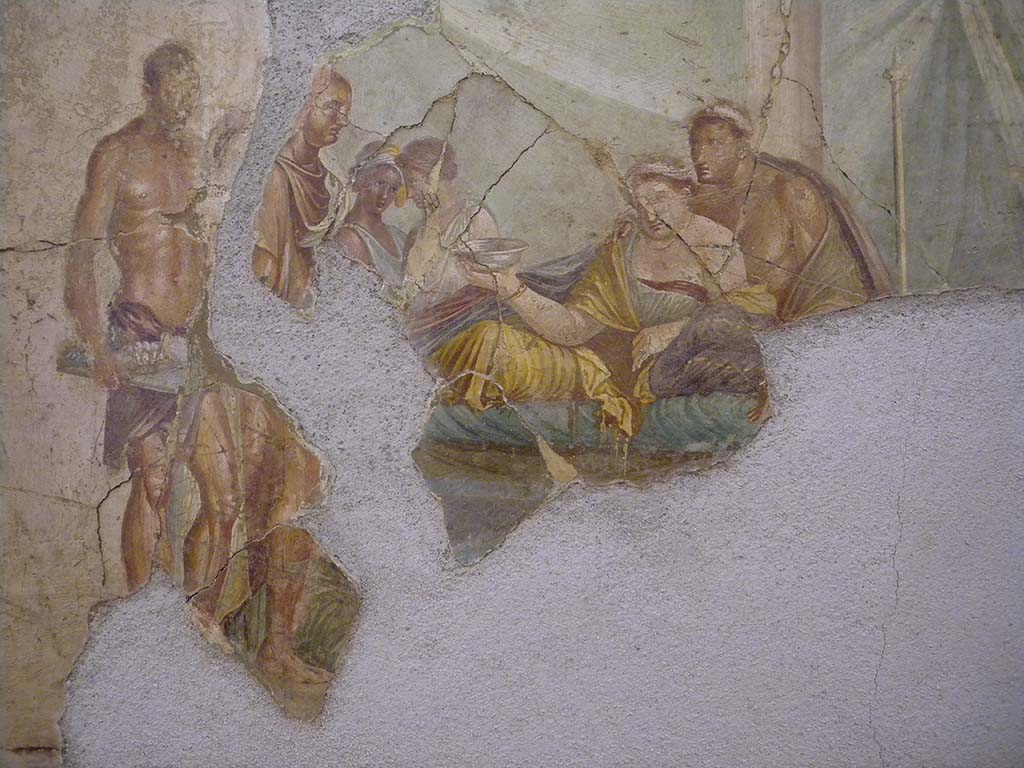
Pintura romana da Casa de Giuseppe II, de Pompeia, no início do século I, provavelmente representando Cleópatra, usando seu diadema real, consumindo veneno em um ato suicida, enquanto seu filho Ptolemeu XV Cesarião, também usando um diadema real, está atrás dela

A morte de Cleópatra, a última governante do Reino Ptolemaico, ocorreu entre 10 ou 12 de agosto, de 30 a.C., em Alexandria. Na época com 39 anos de idade, Cleópatra, de acordo com a crença popular, cometeu suicídio ao permitir que fosse mordida por uma áspide (cobra egípcia). Segundo os historiadores gregos e romanos, Cleópatra se envenenou usando uma pomada tóxica ou um instrumento afiado, como um grampo de cabelo. As fontes primárias são derivadas principalmente das obras dos historiadores romanos antigos Estrabão, Plutarco e Dião Cássio. Estudiosos modernos debatem a validade de relatos antigos envolvendo mordidas de cobras como causa da morte e se foi assassinada ou não. Alguns acadêmicos levantam a hipótese de que seu rival político romano Augusto a forçou a cometer suicídio da maneira que escolhesse. A localização do túmulo de Cleópatra é desconhecida. Ficou registrado que Augusto permitiu que ela e seu marido, o político romano e general Marco Antônio, que se esfaqueou com uma espada, fossem enterrados adequadamente.
A morte de Cleópatra efetivamente encerrou a Última Guerra Civil da República Romana entre os triúnviros Augusto e Marco Antônio, em que Cleópatra se alinhou com Antônio, pai de três de seus filhos. Antônio e Cleópatra fugiram para o Egito após serem derrotados na Batalha de Áccio, em 31 a.C., na Grécia romana, após a qual Augusto invadiu o Egito e derrotou suas forças. Cometer suicídio lhe permitiu evitar a humilhação de ser apresentada como prisioneira em um triunfo romano, celebrando as vitórias militares de Augusto, que se tornaria o primeiro imperador de Roma em 27 a.C.. Augusto mandou matar o filho de Cleópatra, Ptolemeu XV Cesarião, herdeiro do rival Júlio César, morto no Egito, mas poupou seus filhos com Marco Antônio e os levou para Roma. A morte de Cleópatra marcou o fim do período helenístico e do domínio ptolemaico do Egito, bem como o início do Egito romano, que se tornou uma província do Império Romano.
A morte de Cleópatra foi retratada em várias obras de arte ao longo da história. Entre as quais incluem-se artes visuais, literárias e performáticas, desde esculturas e pinturas a poesia e peças de teatro, além de filmes modernos. Cleópatra apareceu com destaque na prosa e poesia da literatura latina antiga. Enquanto sobrevivem as antigas representações romanas de sua morte nas artes visuais, são raras as obras medievais, renascentistas, barrocas e modernas. Esculturas greco-romanas antigas, como Vênus Esquilina e Ariadne Adormecida, serviram de inspiração para obras de arte posteriores que retratavam sua morte, envolvendo universalmente a mordida de uma cobra. A morte de Cleópatra evocou temas de erotismo e sexualidade, em obras que incluem pinturas, peças e filmes, especialmente da era vitoriana. Obras modernas que retratam a morte de Cleópatra incluem escultura neoclássica, pintura orientalista e cinema.

## Prelúdio

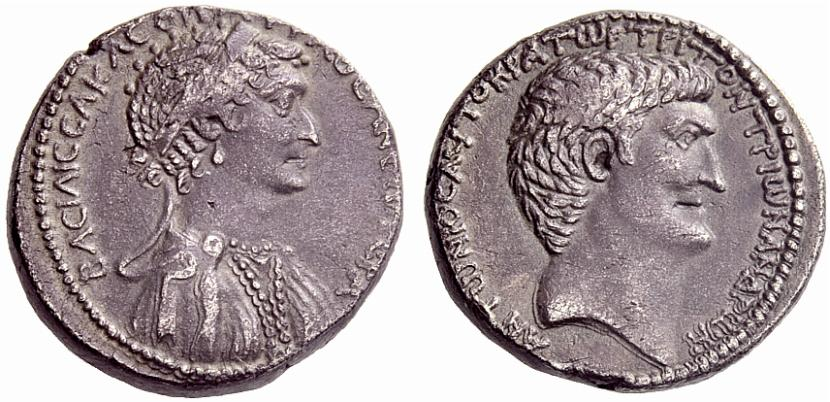
Cleópatra e Marco Antônio no anverso e reverso, respectivamente, de uma tetradracma de prata concluída na Casa da Moeda de Antioquia em

Após o Primeiro Triunvirato e o assassinato de Júlio César em 44 a.C., os estadistas romanos Otaviano, Marco Antônio e Emílio Lépido foram eleitos como triúnviros para levar os assassinos de César à justiça, formando o Segundo Triunvirato. Com Lépido marginalizado na África e posteriormente colocado em prisão domiciliar por Otaviano, os dois triúnviros restantes dividiram o controle sobre o mundo romano entre o leste grego (comandado por Antônio) e o oeste latino (comandado por Otaviano). Cleópatra III, do Egito ptolomaico, uma faraó de ascendência grega macedônia que governou de Alexandria, teve um caso extraconjugal com Júlio César, com quem teve um filho, Cesarião, que se tornou um co-governante ptolemaico. Após a morte de César, Cleópatra teve um relacionamento com Antônio.
Com o incentivo de Cleópatra, Antônio se divorciou oficialmente da irmã de Otaviano, Otávia, a Jovem, em 32 a.C.. É provável que já tenha se casado com Cleópatra durante as Doações de Alexandria em 34 a.C. O divórcio de Antônio e Otávia, a revelação pública por Otaviano da vontade de Antônio de delinear as ambições de Cleópatra para o território romano nas Doações de Alexandria e seu continuado apoio militar ilegal para um cidadão romano que não possuía um cargo eletivo convenceu o senado romano, agora sobre o controle de Otaviano, a declarar guerra contra Cleópatra.
Após a derrota na batalha naval de Áccio no golfo ambraciano da Grécia em 31 a.C., Cleópatra e Antônio se retiraram para o Egito para se recuperarem e se prepararem para um ataque de Otaviano, cujas forças cresceram com a rendição de muitos oficiais e soldados de Antônio na Grécia. Após um longo período de negociações fracassadas, as forças de Otaviano invadiram o Egito na primavera de 30 a.C.. Enquanto Otaviano capturou Pelúsio perto das fronteiras orientais do Egito ptolomaico, seu oficial Cornélio Galo marchou de Cirene e capturou a Paretônio a oeste. Embora Antônio tenha conseguido uma pequena vitória sobre as tropas cansadas de Otaviano ao se aproximarem do hipódromo de Alexandria em 1º de agosto de 30 a.C., sua frota naval e cavalaria desertaram para Otaviano logo depois.

## Suicídio de Cleópatra e Marco Antônio
Com as forças de Otaviano em Alexandria, Cleópatra retirou-se para sua tumba com os seus assistentes mais próximos e mandou uma mensagem a Antônio de que se suicidara. Antônio ordenou que seu escravo Eros o matasse, mas em vez disso Eros virou a espada contra si mesmo e cometeu suicídio. Desesperado, Antônio se apunhalou no estômago com uma espada, morrendo aos 53 anos de idade. Na narração de Plutarco, Antônio ainda estava vivo quando foi levado para a tumba de Cleópatra, dizendo a ela, em suas últimas palavras, que morreria honrosamente e que poderia confiar em um certo homem chamado Caio Proculeio, ligado ao grupo de Otaviano, para tratá-la bem. O mesmo Proculeio usou uma escada para abrir uma janela da tumba de Cleópatra e detê-la lá de dentro antes que pudesse ter a chance de cometer suicídio ou se queimar até morrer junto com seu vasto tesouro. Cleópatra foi autorizada a embalsamar o corpo de Antônio antes de ser levada à força para o palácio, onde finalmente se encontrou com Otaviano, que também havia detido três de seus filhos: Alexandre Hélio, Cleópatra Selene II e Ptolemeu Filadelfo.
Conforme relatado por Lívio, em seu encontro com Otaviano, Cleópatra lhe disse francamente que "não serei levada como uma conquista", mas Otaviano só deu a resposta enigmática de que sua vida seria poupada. Não lhe ofereceu detalhes específicos sobre seus planos para o Egito ou sua família real. Quando um espião informou a Cleópatra que Otaviano pretendia levá-la a Roma para ser apresentada como prisioneira em seu triunfo romano, decidiu evitar essa humilhação e tirou a própria vida aos 39 anos, em 30 de agosto. Plutarco elabora como Cleópatra se aproximou de seu suicídio em um processo quase ritual que envolveu banhos e depois uma boa refeição que incluía figos trazidos em uma cesta.

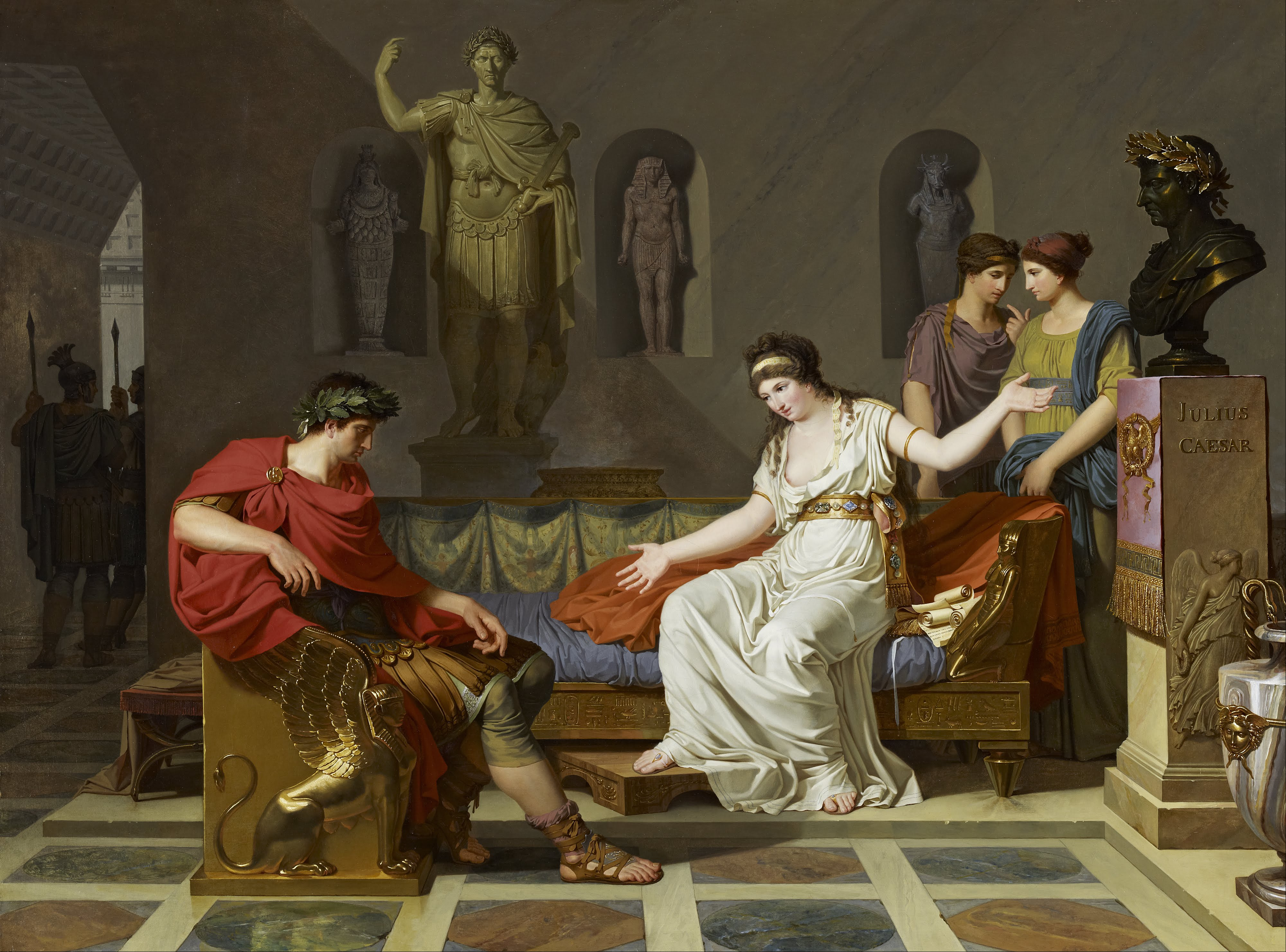
Cleópatra e Otaviano, uma pintura de Louis Gauffier, em 1787

Plutarco escreveu que Otaviano ordenou que seu liberto Epafrodito a protegesse e a impedisse de cometer suicídio. No entanto, Cleópatra foi capaz de enganá-lo e se matar. Quando Otaviano recebeu uma nota de Cleópatra solicitando que fosse enterrada ao lado de Antônio, mandou que seus mensageiros corressem em direção a ela. Os criados arrombaram a porta, mas chegaram tarde demais. Plutarco afirmou que foi encontrada com suas servas Iras, morrendo a seus pés, e Carmião, ajustando a diadema de Cleópatra antes que caísse. Não é claro a partir de fontes primárias se seus suicídios ocorreram dentro do palácio ou dentro da tumba de Cleópatra. Dião Cássio afirma que Otaviano chamou encantadores de serpentes treinados da tribo dos psilos, da Antiga Líbia, para tentar uma extração de veneno oral e ressuscitar Cleópatra, mas seus esforços falharam. Embora Otaviano tenha ficado indignado com esses eventos e "foi roubado do esplendor de sua vitória" de acordo com Dião Cássio, permitiu o enterro de Cleópatra ao lado de Antônio em sua tumba, conforme desejado por ela, e também permitiu que Iras e Carmião recebessem enterros apropriados.

## Data da morte

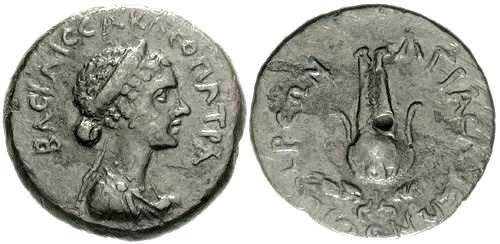
Uma moeda de hemiobol de Cleópatra VII concluída em (o ano em que ela e Marco Antônio perderam a Batalha de Áccio), mostrando-a usando o diadema real.

Não há registros sobreviventes datando a morte de Cleópatra. Theodore Cressy Skeat deduziu que morreu em 12 de agosto de 30 a.C., com base em registros contemporâneos de eventos fixos juntamente com o exame cruzado de fontes históricas. Sua suposição é apoiada por Stanley M. Burstein, James Grout, Aidan Dodson e Dyan Hitlon, embora os últimos sejam mais cautelosos ao se referirem como "circa" de 12 de agosto. Uma data alternativa de 10 de agosto de 30 a.C. é apoiada por estudiosos como Duane W. Roller, Joann Fletcher, e Jaynie Anderson.

## Causa da morte

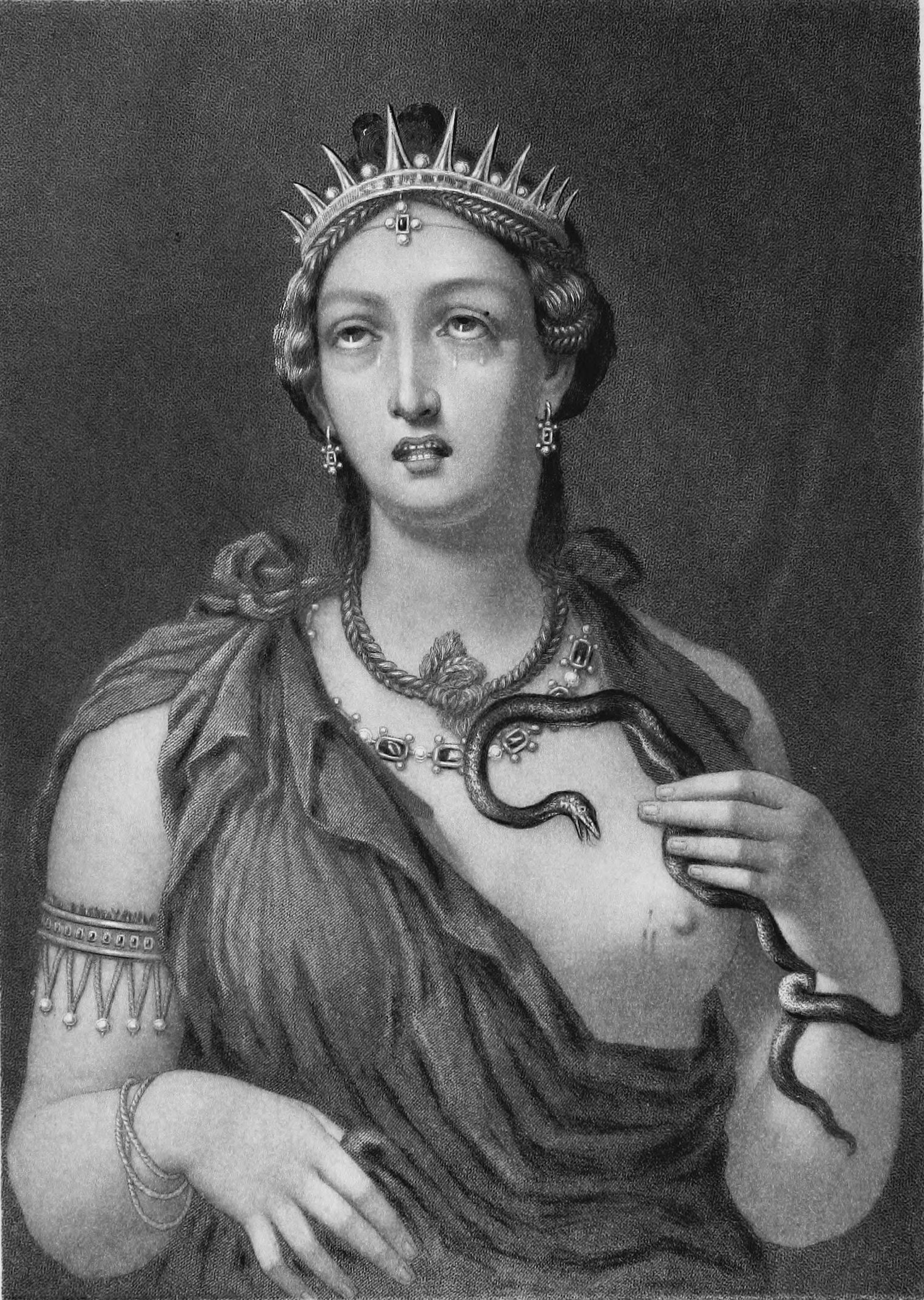
Uma gravura em aço representando a pintura de Cleópatra VII feita por Otaviano

O médico pessoal de Cleópatra, Olimpo, citado por Plutarco, não mencionou a causa da morte de Cleópatra nem uma picada de áspide ou uma cobra egípcia. Estrabão, que forneceu o mais antigo relato histórico conhecido, acreditava que Cleópatra havia cometido suicídio por mordida  de áspide ou pelo uso de uma pomada tóxica. Plutarco mencionou o conto da áspide como tendo sido trazida a ela em uma cesta de figos, embora oferece outras alternativas para sua causa de morte, como o uso de um implemento oco, talvez um grampo, o qual teria usado para arranhar a pele e introduzir a toxina. De acordo com Dião Cássio, pequenas feridas foram encontradas no braço de Cleópatra, mas repetiu a afirmação de Plutarco de que ninguém sabia a verdadeira causa de sua morte. Dião mencionou a alegação da áspide e até sugeriu o uso de uma agulha, possivelmente de um grampo de cabelo, o que parece corroborar o relato de Plutarco. Outros historiadores contemporâneos, como Floro e Veleio Patérculo, apoiaram a versão de que Cleópatra foi mordida por uma áspide. O médico romano Galeno mencionou a história da áspide, mas favoreceu uma versão onde Cleópatra mordeu seu próprio braço e introduziu veneno trazido em um recipiente. Suetónio retransmitiu a história da áspide, mas expressou dúvidas sobre sua veracidade.
A causa da morte de Cleópatra raramente foi mencionada e debatida no início dos estudos modernos. O escritor enciclopédico Thomas Browne, em seu livro Pseudodoxia Epidemica, de 1646, explicou que era incerto como Cleópatra havia morrido e que representações artísticas de pequenas cobras que a mordiam não mostravam com precisão o tamanho maior da áspide. Em 1717, o anatomista Giovanni Battista Morgagni manteve uma breve e recreativa correspondência literária com o médico papal Giovanni Maria Lancisi sobre a causa da morte da rainha, conforme referenciado por De Sedibus, de 1761, escrito por Morgagni, e publicado em uma série de epístolas em sua obra Opera omnis, de 1764. Morgagni argumentou que Cleópatra provavelmente foi morta por picada de cobra e contestou a sugestão de Lancisi de que o consumo de veneno era mais plausível, notando que nenhum autor greco-romano antigo havia mencionado que ela o bebera. Lancisi rebateu argumentando que os relatos oferecidos pelos poetas romanos não eram confiáveis, uma vez que muitas vezes exageravam os acontecimentos. Em suas memórias literárias publicadas em 1777, o médico Jean Goulin apoiou o argumento de Morgagni de que a mordida de cobra era a causa mais provável da morte.

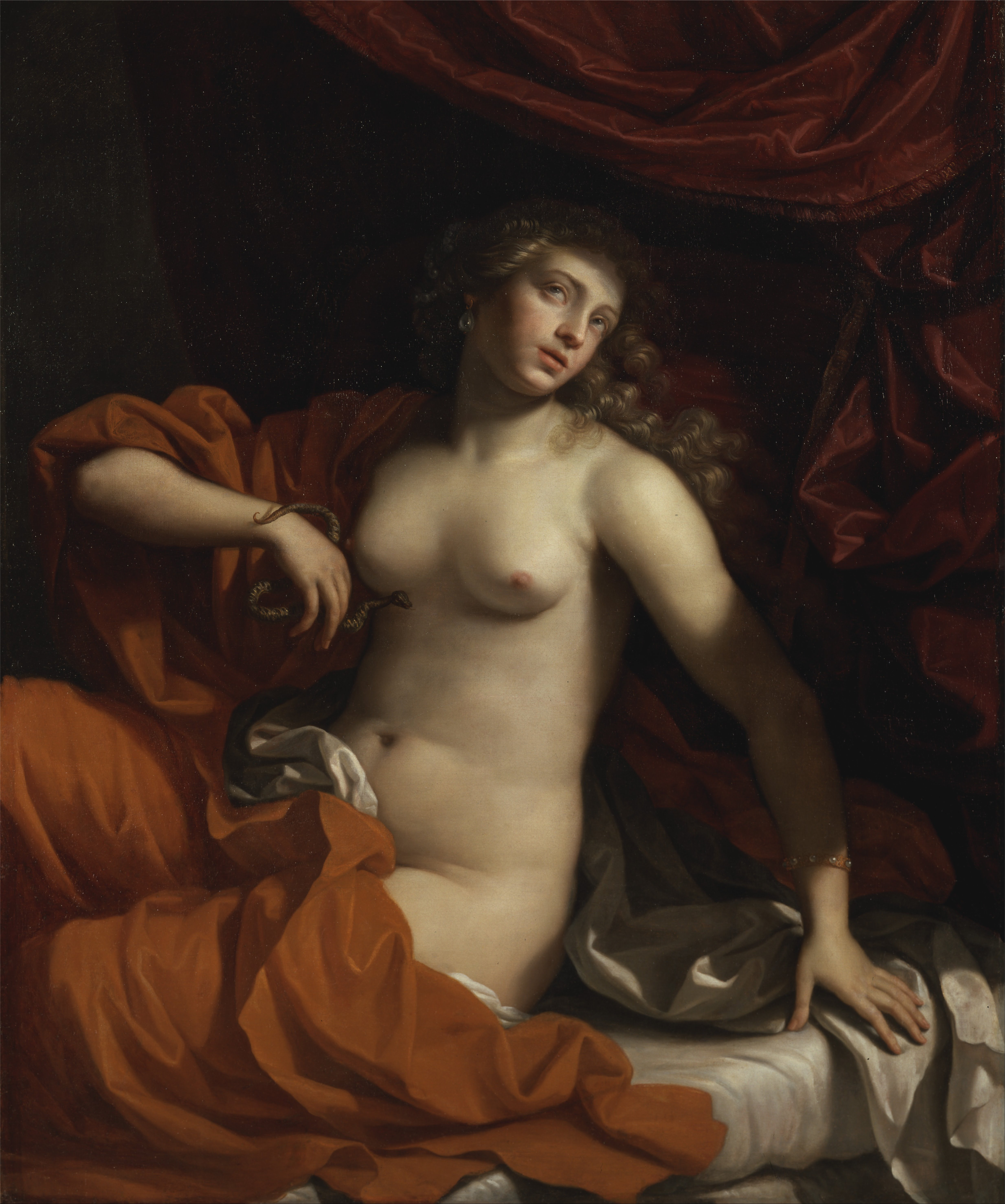
Cleopatra, por Benedetto Gennari, 1674–1675

Estudiosos modernos também lançaram dúvidas sobre a história da picada de cobra venenosa como sendo a causa da morte. Roller observou a proeminência das cobras na mitologia egípcia, ao mesmo tempo em que afirmou que nenhum relato histórico sobrevivente discute a dificuldade de contrabandear uma grande cobra egípcia para os aposentos de Cleópatra e então fazê-la se comportar como pretendido. William Maloney, professor associado clínico da Universidade de Nova Iorque, concordou com essa avaliação, observando o incrível peso desses répteis, mas afirmou que seu veneno é muito poderoso, enquanto Roller afirmou que o veneno só é fatal se injetado em uma área vital do corpo. O egiptólogo Wilhelm Spiegelberg (1870–1930) argumentou que a escolha de suicídio de Cleópatra por mordida de áspide era uma que correspondia ao seu status real, pois a áspide representava o Ureu, serpente sagrada de Rá, o deus do Sol do Antigo Egito. Robert A. Gurval, professor associado da UCLA, apontou que os estratego ateniense Demétrio de Faleros (c. 350–280 a.C.), confinado por Ptolemeu II Filadelfo no Egito, cometeu suicídio por mordida de áspide de uma maneira "curiosamente semelhante", que também demonstrou que não era exclusivo para a realeza egípcia. Gurval observou que a mordida de uma cobra egípcia contém cerca de 175-300 mg de neurotoxina, letal para humanos em doses de apenas 15-20 mg, embora a morte não seja imediata, já que as vítimas geralmente permanecem vivas por várias horas. François Pieter Retief, professor aposentado e reitor de medicina na Universidade do Estado Livre, e Louise Cilliers, pesquisadora honorária do Departamento de Estudos Gregos, Latinos e Clássicos, argumentaram que uma cobra grande não caberia em uma cesta de figos e era mais provável que o envenenamento tivesse matado tão rapidamente as três mulheres adultas (Cleópatra e suas servas Carmião e Iras). Observando o exemplo do grampo de Cleópatra, Cilliers e Retief também destacaram como outras figuras antigas se envenenaram de formas semelhantes, incluindo Demóstenes, Aníbal e Mitrídates VI do Ponto.
De acordo com Gregory Tsoucalas, professor de história da medicina na Universidade Democritus da Trácia, e Markos Sgantzos, professor associado de anatomia na Universidade da Tessália, as evidências sugerem que Otaviano ordenou o envenenamento de Cleópatra. Sua alegação de suposto assassinato por Otaviano é apoiada por outros autores, como Maloney. Em Murder of Cleopatra, Pat Brown argumenta que Cleópatra foi assassinada e os indícios foram encobertos pelas autoridades romanas. Alegações de que foi assassinada contradizem a maioria das fontes primárias que relatam sua causa de morte como suicídio. A historiadora Patricia Southern especulou que Otaviano poderia ter permitido que Cleópatra escolhesse a maneira de sua morte em vez de executá-la. Grout escreveu que Otaviano pode ter desejado evitar o tipo de solidariedade recebida pela irmã mais nova de Cleópatra, Arsínoe IV, quando foi apresentada em correntes, mas poupada durante o triunfo de Júlio César. Otaviano talvez permitisse que Cleópatra morresse por suas próprias mãos, depois de considerar as questões políticas que poderiam ter surgido do assassinato de uma rainha cuja estátua fora erguida no Templo de Vênus Genetrix por seu pai adotivo César.

## Consequências
Durante seus últimos dias, Cleópatra mandou seu filho Cesarião embora para o Alto Egito e talvez planejasse que posteriormente fugisse e se exilasse na Núbia, Etiópia ou Índia. Cesarião reinou como Ptolomeu XV por apenas dezoito dias, quando foi capturado e executado sob ordens de Otaviano em 29 de agosto de 30 a.C. Cesarião foi executado seguindo o conselho do filósofo grego alexandrino Ário Dídimo, que advertiu que dois herdeiros rivais de Júlio César não poderiam compartilhar o mundo juntos.
As mortes de Cleópatra e Cesarião marcaram o fim do domínio da Dinastia ptolemaica no Egito e do período helenístico, que durou desde o reinado de Alexandre, o Grande. O Egito se tornou uma província do recém-criado Império Romano, com Otaviano mudando de nome para Augusto em 27 a.C., o primeiro Imperador romano, governando com a fachada de uma República Romana. Roller afirmou que o suposto reinado de Cesarião foi "essencialmente uma ficção" inventada por cronistas do Egito, como Clemente de Alexandria em sua obra Stromata, para explicar a lacuna entre a morte de Cleópatra e a indução do Egito como uma província romana governada diretamente por Otávio como faraó do Egito. Os três filhos de Antônio com Cleópatra foram poupados e enviados para Roma: Cleópatra Selene II acabou se casando com Juba II da Mauritânia.

## Tumba de Antônio e Cleópatra
O local do mausoléu de Cleópatra e Marco Antônio é incerto. O Conselho Supremo de Antiguidades acredita que está dentro ou perto de um templo de Taposíris Magna, a sudoeste de Alexandria. Nas escavações do templo de Osíris em Taposíris Magna, os arqueólogos Kathleen Martinez e Zahi Hawass descobriram seis câmaras funerárias e seus artefatos, incluindo quarenta moedas cunhadas por Cleópatra e Antônio, bem como um busto de alabastro representando Cleópatra. Uma máscara de alabastro com um queixo fendido descoberto no local tem uma semelhança com os retratos antigos de Marco Antônio. Em uma pintura do início do século I da Casa de Giuseppe II em Pompeia, uma parede traseira retratada com um conjunto de portas duplas posicionadas bem acima da cena de uma mulher vestindo um diadema real e cometendo suicídio entre seus criados sugere o leiaute descrito da tumba de Cleópatra em Alexandria.

## Representações na arte e na literatura

### Eras helenística e romana
Em sua procissão triunfal em Roma, em 29 a.C., Augusto desfilou com os filhos de Cleópatra, Alexandre Hélio e Cleópatra Selene II, mas também apresentou uma efígie à multidão que representava Cleópatra com um áspide agarrando-se a ela. Provavelmente, essa mesma pintura foi descoberta na Vila Adriana em 1818, agora perdida, mas descrita em um relatório arqueológico e retratada em uma gravura em aço de John Sartain. O poeta Propércio, uma testemunha ocular do triunfo de Augusto ao longo da Via Sacra, observou que a imagem de Cleópatra no desfile continha várias cobras mordendo cada um de seus braços. Citando Plutarco, Giuseppe Pucci indica que a efígie pode até ter sido uma estátua. Em seu livro "Notes isiaques I" (1989), o arqueólogo francês Jean-Claude Grenier observou que uma antiga estátua romana de uma mulher usando um nó de Ísis nos Museus Vaticanos retrata uma cobra rastejando pelo seio direito, talvez uma representação do suicídio de Cleópatra enquanto vestida como a deusa egípcia Ísis. A associação de Cleópatra com Ísis continuou no Egito após sua morte, pelo menos até 373, quando o escriba egípcio Petesenufe compilou um livro de Ísis e explicou como decorava as imagens de Cleópatra com ouro.
Uma pintura romana de Pompeia, em meados do século I a.C., provavelmente representando Cleópatra com seu filho Cesarião, foi apagada por seu dono por volta de 30 a.C., talvez em reação à proscrição de Augusto contra imagens que mostravam Cesarião, o herdeiro rival de Júlio César. Embora as estátuas de Marco Antônio tenham sido demolidas, as de Cleópatra geralmente foram poupadas desse programa de destruição, incluindo o erguido por César no Templo da Vênus Genetrix, no Fórum de César. Uma pintura do início do século I de Pompeia provavelmente descreve o suicídio de Cleópatra, acompanhada por seus assistentes e com seu filho Cesarião usando um diadema real, como sua mãe, embora uma áspide esteja ausente da cena, talvez refletindo as diferentes causas da morte fornecidas na historiografia romana. Algumas imagens póstumas de Cleópatra destinadas ao consumo comum talvez fossem menos lisonjeiras. Uma luminária romana de terracota no Museu Britânico, feita entre 40 e 80 d.C., contém um relevo representando uma mulher nua com o penteado distinto da rainha. Nele, segura um galho de palmeira, monta em um crocodilo egípcio e senta-se em um grande falo em uma cena nilótica.
A história da áspide foi amplamente aceita entre os poetas latinos do período agostinho, como Horácio e Virgílio, os quais sugeriram que duas cobras morderam Cleópatra. Embora mantendo as aparentes visões negativas de Cleópatra em outra literatura romana pró-agostiniana, Horace descreveu o suicídio de Cleópatra como um ato ousado de desafio e libertação. Virgílio estabeleceu a visão de Cleópatra como uma figura épica de melodrama e romance.

### Períodos medieval, renascentista e barroco
A história do suicídio de Cleópatra por picada de cobra era frequentemente retratada na arte medieval e renascentista. O artista conhecido como Mestre de Boucicaut, em miniatura de 1409, para o manuscrito iluminado Des cas de nobles hommes et femmes, do poeta Giovanni Boccaccio do século XIV, retratou Cleópatra e Antônio deitados juntos em uma tumba de estilo gótico, com uma cobra perto do peito de Cleópatra e uma espada ensanguentada atravessada no peito de Antônio. Versões ilustradas das obras escritas de Boccaccio, incluindo imagens de Cleópatra e Antônio cometendo suicídio, apareceram pela primeira vez na França durante o Quattrocento (ou seja, século XV), de autoria de Laurent de Premierfait. Ilustrações em xilogravura de De Mulieribus Claris, de Boccaccio, publicadas em Ulm em 1479 e Augsburgo em 1541, descrevem Cleópatra descobrindo o corpo de Antônio após este suicidar-se por esfaqueamento.
Como grande parte da literatura medieval sobre Cleópatra, os escritos de Boccaccio são amplamente negativos e misóginos. O poeta Geoffrey Chaucer, do século XIV, contraria essas representações, oferecendo uma visão positiva de Cleópatra. Chaucer iniciou sua hagiografia sobre mulheres pagãs virtuosas com a vida de Cleópatra, retratada de maneira satírica como uma rainha que se envolveu em um amor cortês com seu cavaleiro Marco Antônio. Sua representação do suicídio dela incluía um poço de serpentes, em vez do conto romano das áspides.

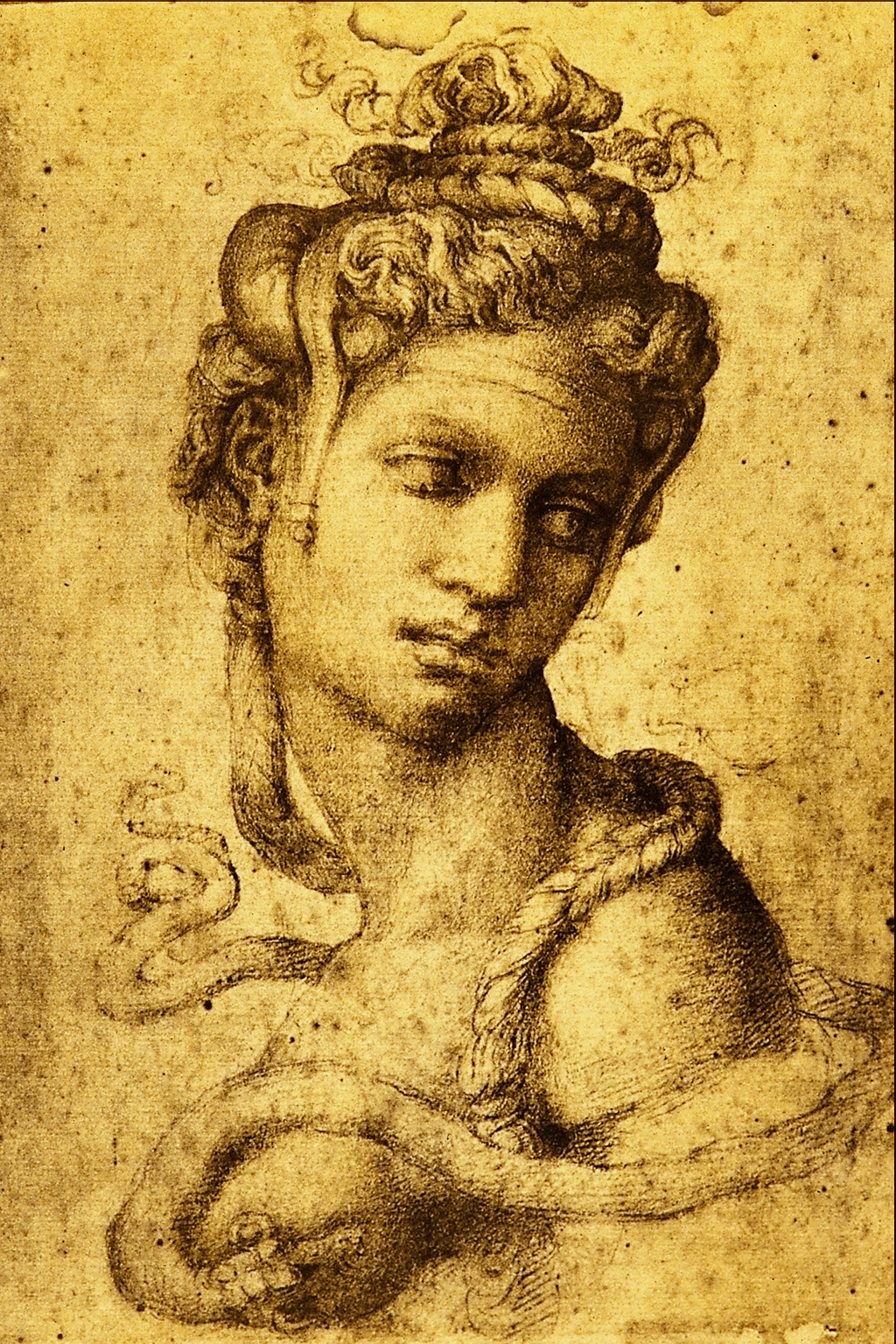
Cleopatra, por Michelangelo, c. 1535

Representações retratando Cleópatra nua em pé e envenenada por uma áspide tornaram-se comuns na cura da Renascença italiana. O artista veneziano do século XVI Giovanni Maria Padovano criou dois relevos em mármore do suicídio de Antônio e Cleópatra, bem como várias estátuas nuas de Cleópatra sendo mordidas pela áspide que foram parcialmente inspiradas em esculturas romanas antigas, como a Vênus Esquilina. Baccio Bandinelli criou um desenho de Cleópatra, na qual estava nua e em pé enquanto cometia suicídio, que serviu de base para uma gravura semelhante de Agostinho Veneziano. Outra gravura de Veneziano e um desenho de Rafael descrevendo o suicídio de Cleópatra enquanto dormia foram inspirados na antiga greco-romana Ariadne Adormecida, que na época se pensava representar Cleópatra. Obras do Renascimento francês também retratam Cleópatra dormindo enquanto pressionam uma cobra no peito. Michelangelo criou um desenho a giz preto do suicídio de Cleópatra por picada de áspide por volta de 1535. O pintor barroco do século XVII Guido Reni retratou a morte de Cleópatra por picada de picada de cobra, embora com uma cobra muito pequena se comparada a uma cobra egípcia real.
A Ariadne Adormecida, adquirida pelo Papa Júlio II em 1512, inspirou três poemas da literatura renascentista, eventualmente esculpidos na estrutura de pilastra da estátua. O primeiro deles foi publicado por Baldassare Castiglione, que foi amplamente divulgado em 1530 e inspirou os outros dois poemas de Bernardino Baldi e Agostino Favoriti. O poema de Castiglione descreveu Cleópatra como uma governante trágica, mas honrada, em um malfadado caso de amor com Marco Antônio, sendo uma rainha cuja morte a libertou da ignomínia da prisão romana. A Ariadne Adormecida também era comumente representada em pinturas, incluindo as de Ticiano, Artemisia Gentileschi e Edward Burne-Jones. Essas obras tendiam a erotizar o momento da morte de Cleópatra, enquanto os artistas da era vitoriana consideraram a forma inconsciente e reclinada de Cleópatra como uma saída aceitável para seu erotismo.
A morte de Cleópatra aparece em várias obras das artes cênicas. Na peça teatral de 1607, Devil's Charter de Barnabe Barnes, um manuseador de cobras leva duas áspides a Cleópatra e permite que elas mordam os dois seios de uma forma atrevida. Na peça Antony and Cleopatra, obra de William Shakespeare em 1609, a serpente representa tanto a morte quanto um amante que Cleópatra deseja, cedendo ao seu beliscão. Shakespeare confiou na tradução de Plutarco, de Thomas North, em 1579, para a elaboração de sua peça, que pode ser vista como uma comédia e uma tragédia. A peça envolvia o uso de múltiplas áspides, bem como o personagem de Carmião que se suicidou com uma picada de áspide depois de Cleópatra.

### Era moderna
Na literatura moderna, o poema "Cleopatra to the Asp" (1960), de Ted Hughes, cria um monólogo de Cleópatra falando com uma áspide que está prestes a matá-la. Durante a era vitoriana, peças como Cléopâtre (1890) de Victorien Sardou se tornaram populares, embora o público geralmente tenha ficado chocado com a intensidade emocional da representação de Cleópatra pela atriz Sarah Bernhardt reagindo ao suicídio de Marco Antônio. Na ópera, Antony and Cleopatra, de Samuel Barber, apresentada pela primeira vez em 1966 e baseada na peça de Shakespeare, mostra Cleópatra relatando um sonho de que Antônio, agora morto diante dela, se tornaria imperador de Roma. Quando Dolabela informa que César pretende marchar com ela em seu triunfo em Roma, Cleópatra comete suicídio com uma mordida de áspide, juntamente com sua assistente Carmião, antes de ser levada para ser enterrada com Marco Antônio.

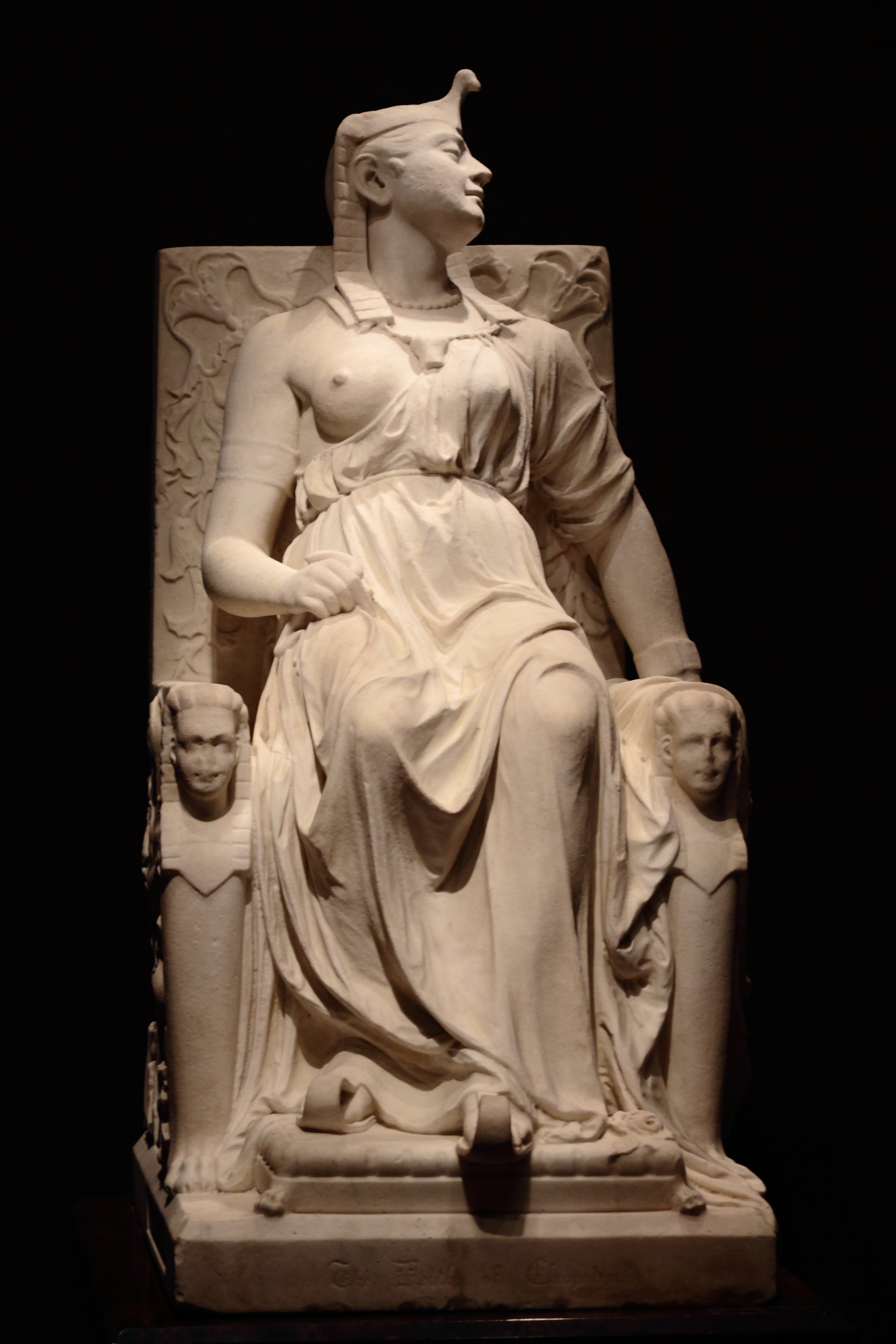
The Death of Cleopatra, por Edmonia Lewis, 1876

A personagem de Cleópatra apareceu em quarenta e três filmes até o final do século XX. Cléopâtre, um filme mudo de terror produzido por Georges Méliès na França em 1899, foi o primeiro a representar a personagem de Cleópatra. Após a Guerra Ítalo-Turca (1911–1912), o filme italiano Marcantonio e Cleopatra de Enrico Guazzoni (1913) descreveu Cleópatra como a personificação do oriente cruel, uma rainha que desafiou Roma, enquanto as ações de seu amante Antônio, após seu suicídio, são perdoadas por Augusto. Em Cleopatra, filme norte-americano de 1917, a atriz Theda Bara foi vista em público com cobras enquanto a Fox Film Corporation a colocava em frente aos supostos restos mumificados de Cleópatra em um museu, onde anunciou que era a reencarnação de Cleópatra. Os estúdios da Fox também usavam Bara como líder do ocultismo e a associavam à morte e sexualidade perversas. O filme Cleópatra, produzido em Hollywood em 1963 e dirigido por Joseph L. Mankiewicz, contém uma cena dramática em que a rainha egípcia, interpretada por Elizabeth Taylor, está envolvida em uma briga com seu amante Marco Antônio, interpretado por Richard Burton, dentro da tumba onde seriam enterrados.
Em outras artes visuais modernas, Cleópatra foi retratada em meios como pinturas e esculturas. Em sua escultura The Death of Cleopatra, de 1876, a artista afro-americana Edmonia Lewis, apesar de defender a forma feminina não-branca nas obras de arte, escolheu retratar Cleópatra com traços caucasianos, talvez de acordo com a linhagem registrada de Cleópatra como uma grega-macedônia. A escultura neoclássica de Lewis oferece uma visão post-mortem de Cleópatra vestida com roupas egípcias e sentada em seu trono, que é decorado com duas cabeças de esfinge que representam os gêmeos que deu à luz, filhos de Marco Antônio: Alexandre Hélio e Cleópatra Selene II. Uma escultura de gesso de Cleópatra em 1880, cometendo suicídio, agora encontrada em Lille, na França, foi considerada uma obra de Albert Darcq, mas a restauração e a limpeza da escultura revelaram a assinatura de Charles Gauthier, a quem o trabalho agora é atribuído. A pintura Death of Cleopatra, de 1874, por Jean-André Rixens, retrata uma Cleópatra morta com pele muito clara, companhada de criadas com uma pele bastante escura, uma combinação frequentemente encontrada em obras de arte modernas que retratam o cenário da morte de Cleópatra. As pinturas orientalistas de Rixens e outros influenciaram a decoração híbrida do Egito Antigo e do Oriente Médio, encontrada no filme de J. Gordon Edwards, Cleópatra, estrelado por Bara, vista de pé em um tapete persa, mas com pinturas egípcias ao fundo.

### Pinturas

The Death of Cleopatra por Guido Cagnacci, 1658
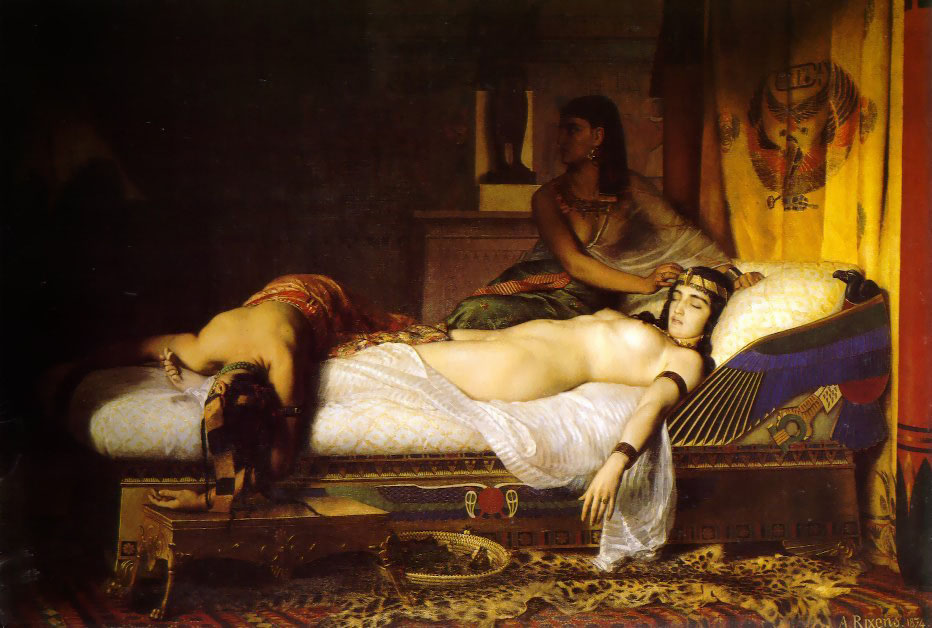
The Death of Cleopatra por Jean-André Rixens, 1874
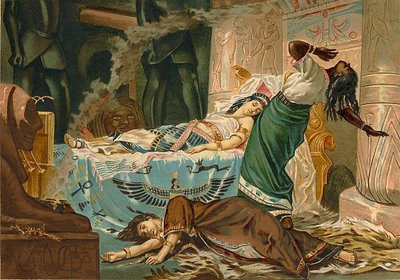
The Death of Cleopatra por Juan Luna, 1881
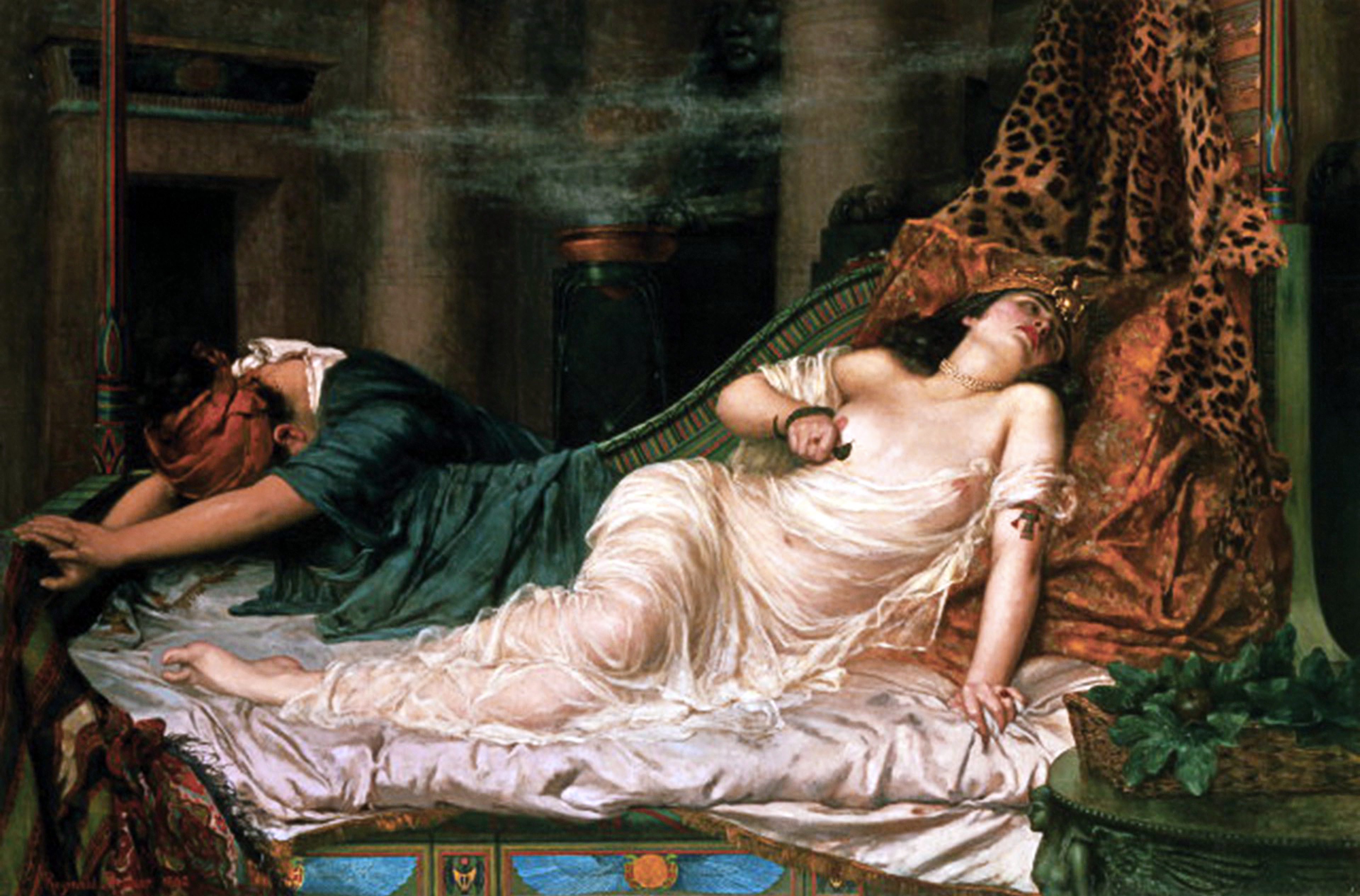
The Death of Cleopatra por Reginald Arthur, 1892

### Estampas

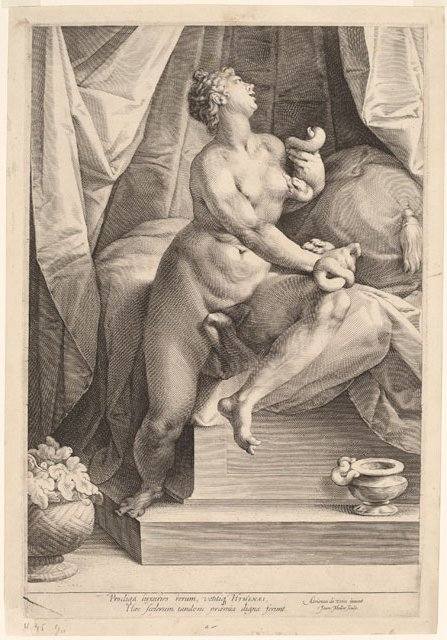
Cleopatra, por Jan Muller, c. 1598
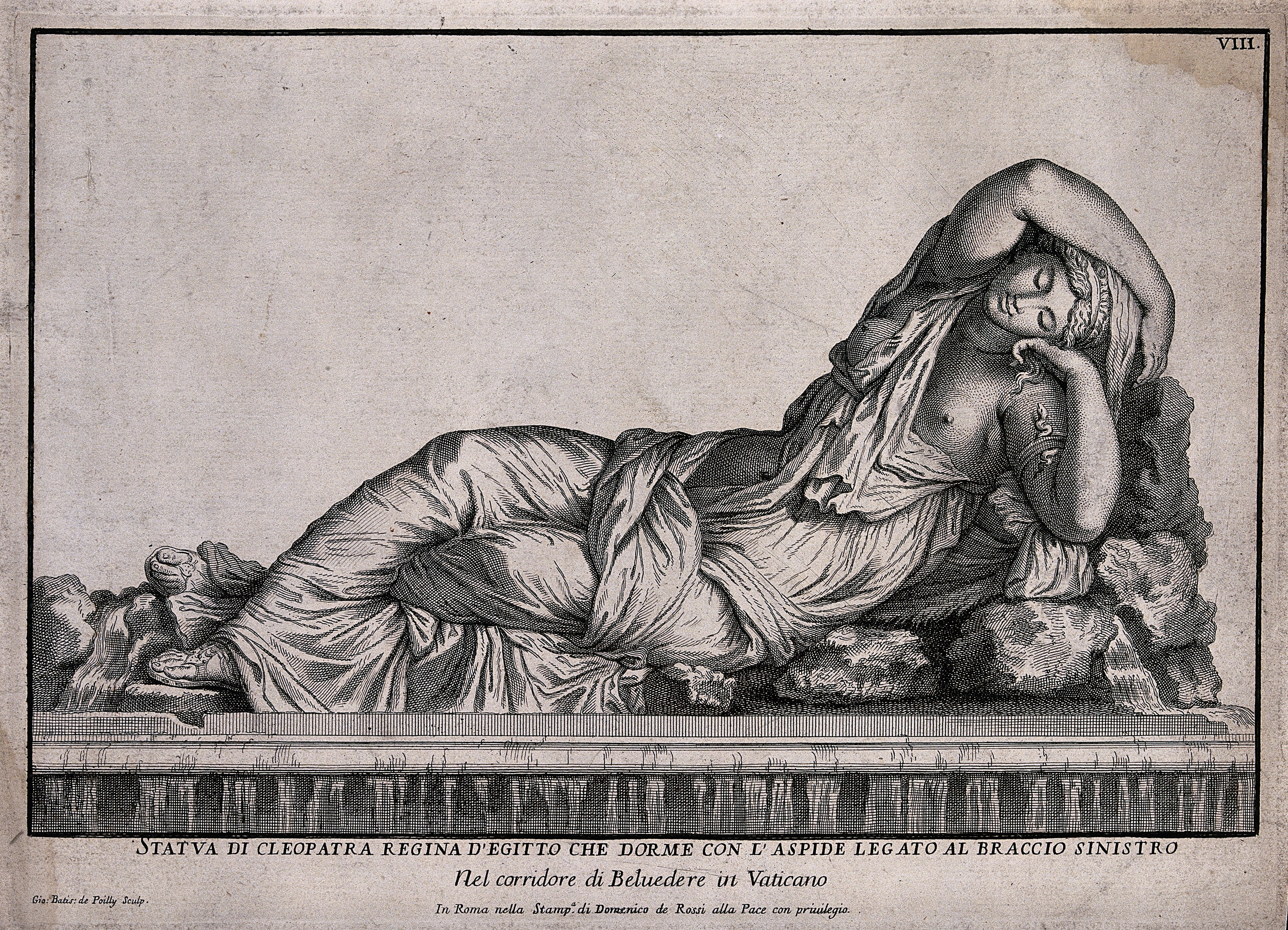
O suicídio de Cleópatra: a áspide está se contorcendo no braço esquerdo de uma Cleópatra adormecida, em uma gravura de Jean-Baptiste de Poilly (1669-1728)
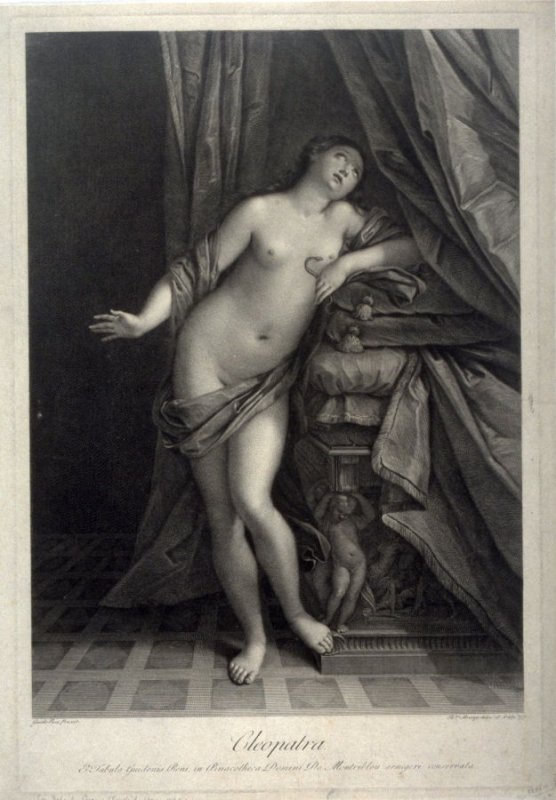
Cleopatra, por Robert Strange, 1777
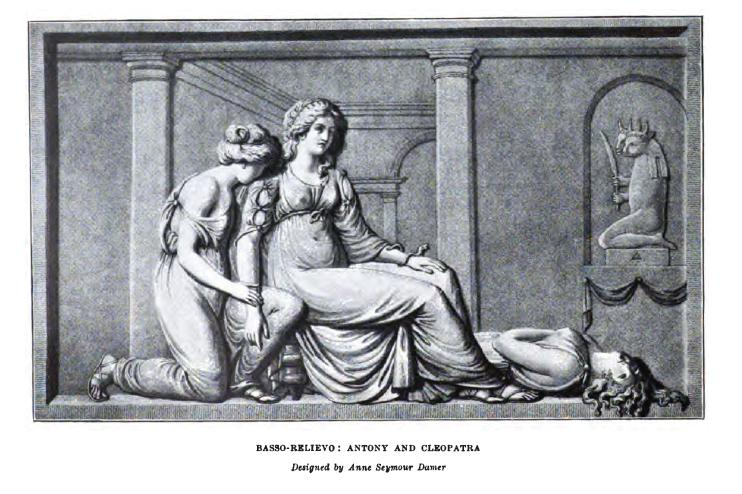
Uma gravura de 1788 em baixo relevo representando Marco Antônio e Cleópatra, esculpido por Anne Seymour Damer

### Estátuas, bustos e outras esculturas

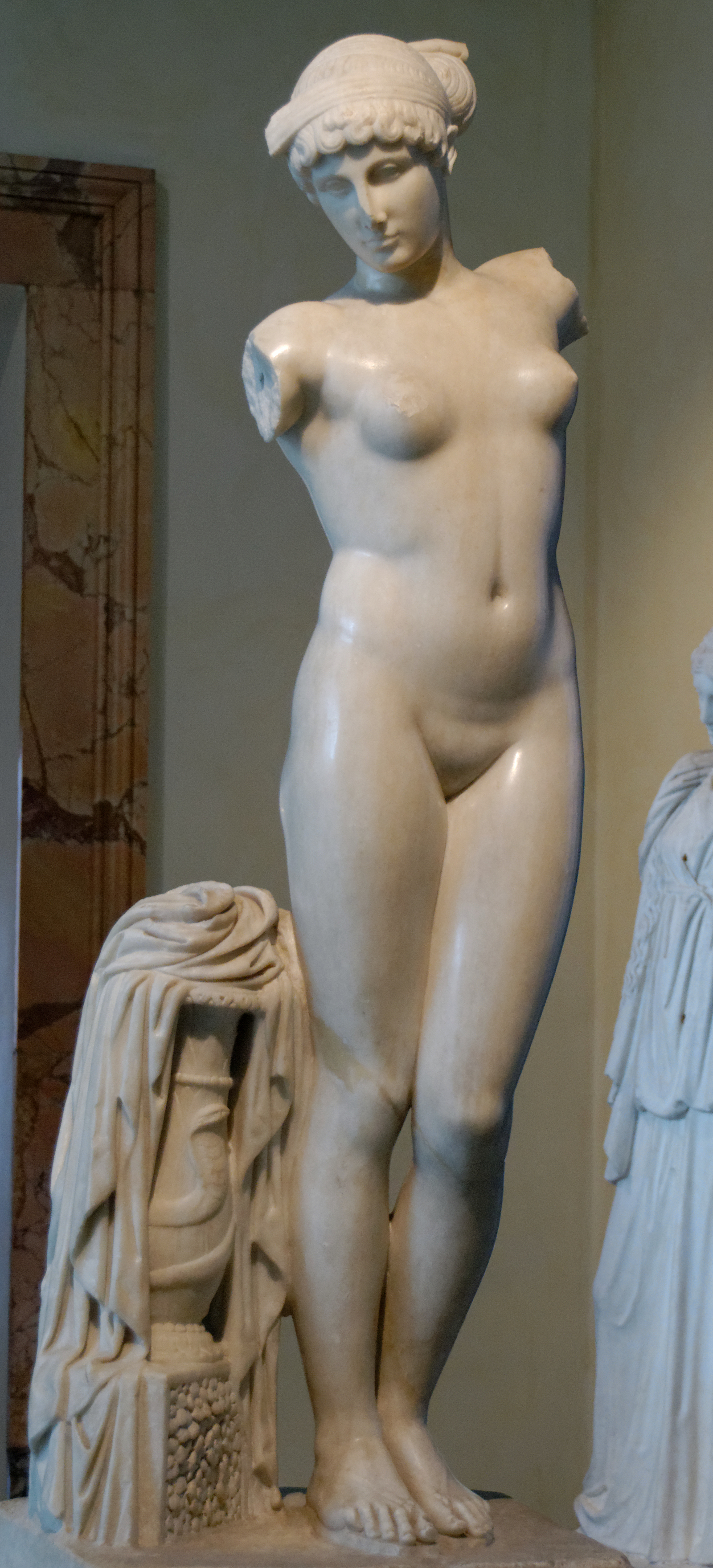
A Vênus Esquilina, cópia romana do século I d.C. de uma obra helenística do século I a.C., com uma cobra retratada no vaso na base e uma mulher usando um diadema real.
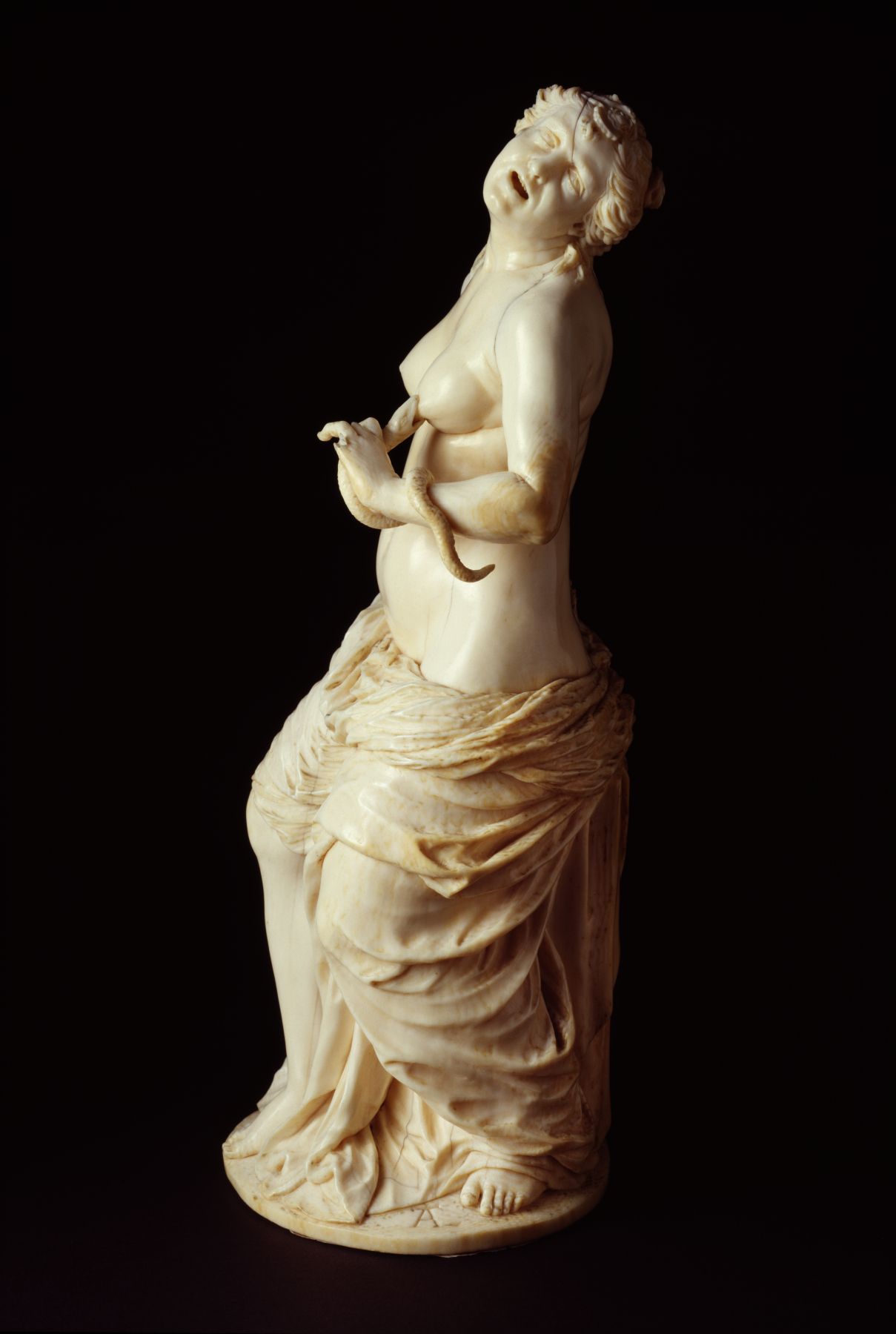
Cleópatra tirando a própria vida com a picada de uma serpente venenosa, por Adam Lenckhardt (1610-1661), no Museu de Arte Walters
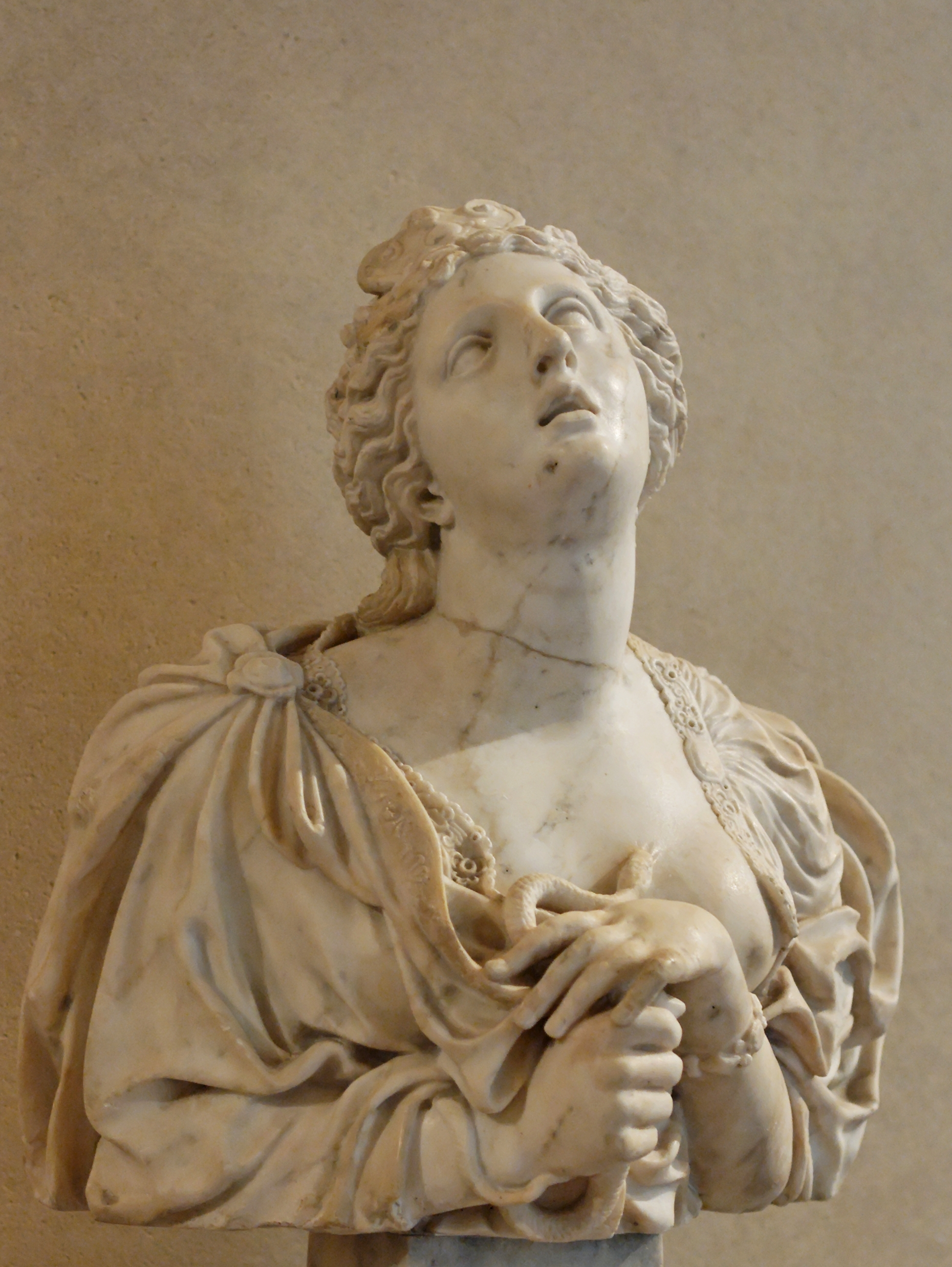
Busto de Cleópatra cometendo suicídio, por Claude Bertin (d. 1705)
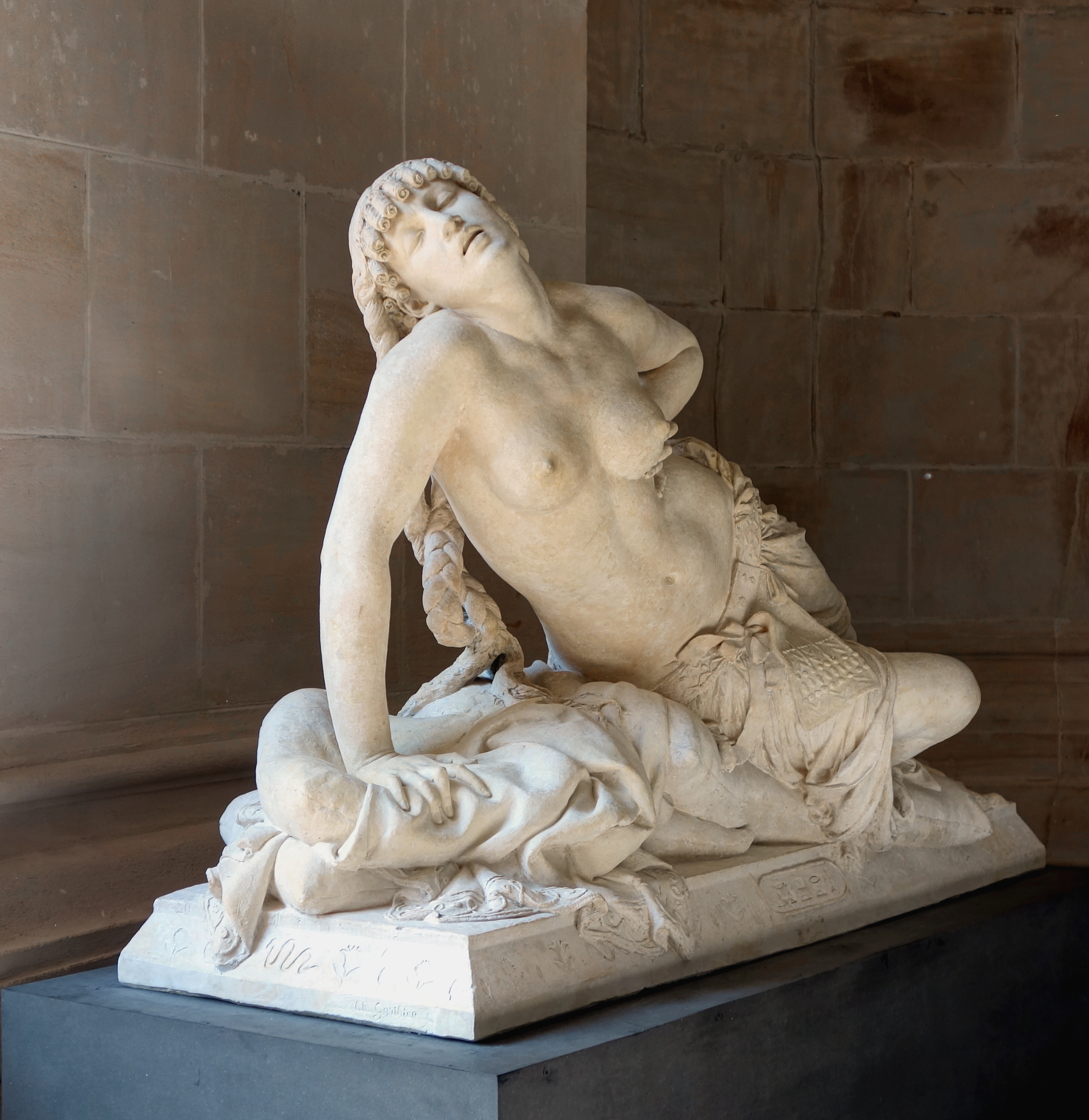
Cleopatra, por Charles Gauthier, 1880